# Bassoles-Aulers
Bassoles-Aulers település Franciaországban, Aisne megyében. Lakosainak száma 130 fő (2022. január 1.). Bassoles-Aulers Brancourt-en-Laonnois, Coucy-la-Ville, Fresnes-sous-Coucy, Jumencourt, Landricourt, Prémontré és Quincy-Basse községekkel határos.

## Népesség
A település népességének változása:
| Lakosok száma | 157  | 146  | 121  | 137  | 143  | 146  | 139  | 135  | 132  | 130  |
|               | 1968 | 1982 | 1990 | 2006 | 2013 | 2015 | 2017 | 2019 | 2020 | 2022 |